# Gennaro Cannavacciuolo
Pour les articles homonymes, voir Cannavacciuolo.
 (juin 2022).
La mise en forme du texte ne suit pas les recommandations de Wikipédia : il faut le « wikifier ».
Les points d'amélioration suivants sont les cas les plus fréquents. Le détail des points à revoir est peut-être précisé sur la page de discussion.
- Les titres sont pré-formatés par le logiciel. Ils ne sont ni en capitales, ni en gras.
- Le texte ne doit pas être écrit en capitales (les noms de famille non plus), ni en gras, ni en italique, ni en « petit »…
- Le gras n'est utilisé que pour surligner le titre de l'article dans l'introduction, une seule fois.
- L'italique est rarement utilisé : mots en langue étrangère, titres d'œuvres, noms de bateaux, etc.
- Les citations ne sont pas en italique mais en corps de texte normal. Elles sont entourées par des guillemets français : « et ».
- Les listes à puces sont à éviter, des paragraphes rédigés étant largement préférés. Les tableaux sont à réserver à la présentation de données structurées (résultats, etc.).
- Les appels de note de bas de page (petits chiffres en exposant, introduits par l'outil «  Source ») sont à placer entre la fin de phrase et le point final[comme ça].
- Les liens internes (vers d'autres articles de Wikipédia) sont à choisir avec parcimonie. Créez des liens vers des articles approfondissant le sujet. Les termes génériques sans rapport avec le sujet sont à éviter, ainsi que les répétitions de liens vers un même terme.
- Les liens externes sont à placer uniquement dans une section « Liens externes », à la fin de l'article. Ces liens sont à choisir avec parcimonie suivant les règles définies. Si un lien sert de source à l'article, son insertion dans le texte est à faire par les notes de bas de page.
- La présentation des références doit suivre les conventions bibliographiques. Il est recommandé d'utiliser les modèles {{Ouvrage}}, {{Chapitre}}, {{Article}}, {{Lien web}} et/ou {{Bibliographie}}. Le mode d'édition visuel peut mettre en forme automatiquement les références.
- Insérer une infobox (cadre d'informations à droite) n'est pas obligatoire pour parachever la mise en page.

Pour une aide détaillée, merci de consulter Aide:Wikification.
Si vous pensez que ces points ont été résolus, vous pouvez retirer ce bandeau et améliorer la mise en forme d'un autre article.
 (mars 2020).
Si vous disposez d'ouvrages ou d'articles de référence ou si vous connaissez des sites web de qualité traitant du thème abordé ici, merci de compléter l'article en donnant les références utiles à sa vérifiabilité et en les liant à la section « Notes et références ».
Gennaro Cannavacciuolo né à  Pouzzoles le 14 février 1962 et mort à Rome le 24 mai 2022, est un acteur, chanteur et fantaisiste italien et suisse.

## Biographie
Gennaro Cannavacciuolo a huit ans lorsqu’il découvre le théâtre, à l’école, au cours d’un récital dans lequel il joue le rôle de Pinocchio. Jusqu’à l’âge de 18 ans, il suit des cours de théâtre, parallèlement aux études. Avec son diplôme en poche, il se fait remarquer par Eduardo De Filippo lequel, pendant cinq ans le prend dans sa compagnie. Il fait la connaissance de Pupella Maggio avec laquelle il travaille sur scène.
À la mort d’Eduardo, Gennaro Cannavacciuolo s’affirme également comme chanteur et danseur. Il participe comme acteur à des spectacles comme Cabaret, Concha Bonita, Notti di Cabiria, Bacio della Donna Ragno, Carmela e Paolino entre autres.
À partir de 1966 il travaille pour le théâtre lyrique, jouant dans des opérettes, en particulier pour le théâtre Carlo-Felice de Gênes, le San Carlo de Naples, le Teatro Verdi de Trieste et aux arènes de Vérone.
Dès 1988, il participe à des émissions de télévision ainsi qu’à des films pour le cinéma et la télévision. Il travaille avec Giuseppe Patroni Griffi, Gina Lollobrigida, Pippo Baudo, Paolo Limiti, Marisa Laurito, Nicola Piovani, Alfredo Arias, Gianni Morandi, Vittorio Sindoni, Carlo Vanzina entre autres. 
À partir de 2010, il se dédie principalement au one-man-show comme Volare un hommage à Domenico Modugno. En 2014, il participe avec Fiorenza Cedolins (it) et Alessandro Safina à une émission Prima della prima (it) sur la chaîne nationale Rai 3.

## Théâtre
- Questa sera… Amleto, de M. Prosperi (1984-1985)
- Ti darò quel Fior, de M. Mete (1985-1988)
- Il fuoco divampa con furore, de M. Mete (1985-1986)
- Miseria e grandezza nel camerino Nr. 1, de C. De Chiara (1985-1986)
- A qualcuno piace caldo, de M. Mete (1987-1988)
- Figaro o le disavventure di un barbiere napoletano, d'A. Savelli (1988-1989)
- L'aio nell'imbarazzo, de L. Ragni (1988-1989)
- Gilda, de M. Mete et G. Cannavacciuolo (1988-1989)
- L'alba, il giorno, la notte, de P. Panelli (1989-1990)
- Cafè Champagne, d'A. Savelli (1990-1992)
- Carmela e Paolino varietà Sopraffino, d'A. Savelli (1990-1998)
- Le tre verità di Cesira, d'A. Savelli (1990-2009)
- Amori inquieti, d'A. Zucchi (1995-1996)
- Il bacio della donna ragno, de Puig (1998-2001)
- Le cinque rose di Jennifer, de Geppy Gleijeses (2001-2003)
- Ragazze sole con qualche esperienza, de Geppy Gleijeses (2003-2005)
- Ditegli sempre di sì, de Geppy Gleijeses (2008-2010)
- L'invisibile che c'è, de Paolo Triestino (2013-2015)

### Comédie musicale
- Cabaret, de S. Marconi (1992-1993)
- Dolci vizi al foro, de S. Marconi (1994-1995)
- Le notti di Cabiria, de S. Marconi (1997)
- Il ritorno del Turco in Italia, d'A. Savelli (1998-2001)
- Concha Bonita[2], d'A. Arias (2004-2008)
- Novecento Napoletano, de Bruno Garofalo (2008-2010)
- Cyrano-commedia musicale[3], de Bruno Garofalo (2019)

### Opérette
- Cin Ci La, musique de Virgilio Ranzato, réalisation R. Croce
- Contessa Maritza (Comtesse Maritza), musique Emmerich Kálmán, réalisation L. Mariani
- La principessa della ciarda, musique Emmerich Kálmán, réalisation G. Landi
- La Veuve joyeuse, de Gino Landi, Simona Marchini, Vittorio Sgarbi[4], Federico Tiezzi
- Rose-Marie, musique Rudolf Friml et Herbert Stothart, réalisation Ivan Stefanutti
- Scugnizza, musique Mario Costa, réalisation Massimo Scaglione
- Zaide da Mozart, réalisation P. Viano.

### One-man-show
- Allegra era la Vedova? (2005 et 2018)
- Enock Arden, réalisation P. Viano.

### Récital
- Gran varietà, réalisation Gennaro Cannavacciuolo (2008-2018)
- Il mio nome è Milly, réalisation Gennaro Cannavacciuolo (2014-2018)
- Volare Omaggio a Domenico Modugno, réalisation Marco Mete [5](2010-2018)
- Yves Montand. Un Italien à Paris, hommage à Yves Montand[6],[7](2015-2018).

## Filmographie

### Cinéma
- 1991 : Ladri di futuro d'Enzo Decaro
- 1992 : Baby gang de Salvatore Piscicelli
- 2008 : Un'estate al mare (it) de Carlo Vanzina
- 2010 : La vita è una cosa meravigliosa (it) de Carlo Vanzina

### Télévision
- 1988 : Romana (mini-série)
- 1993 : In fuga per la vita de Gianfranco Albano (mini-série)
- 2000 : Prigionieri nel cuore d'Alessandro Capone (mini-série)
- 2002 : Ma il portiere non c'è mai? de Carlo Corbucci (série)
- 2008 : Un ciclone in famiglia 3 de Carlo Vanzina (série)
- 2008 : VIP (it) de Carlo Vanzina
- 2009 : Puccini de Giorgio Capitani (mini-série)
- 2011 : Cugino & cugino de Vittorio Sindoni (série)
- 2016 : Una pallottola nel cuore 2 de Nino Manfredi
- 2018 : 1918-1939 : Les Rêves brisés de l'entre-deux-guerres de Jan Peter et Frédéric Goupil
- 2019 : L'amore strappato de Simona Izzo (mini-série)
- 2019 : Romolo + Giuly: La guerra mondiale italiana (série)
- 2020 : Permette? Alberto Sordi de Luca Manfredi : Carmine Gallone (non crédité)

## Distinctions
- 1992 Premio Colpo di Teatro
- 1993 Premio Bob Fosse - Un Oscar per il Musical
- 1998 Premio Hesperia
- 1998 Premio Oplonti di Corallo
- 2002 Premio Magna Graecia
- 2002 Premio Trieste Operette
- 2005 Premio E.T.I. Olimpici del Teatro per Concha Bonita: miglior musical
- 2006 Premio Girulà[8]
- 2006 Riconoscimento Adelaide Ristori
- 2009 Premio E.T.I. Olimpici del Teatro[9] come miglior attore non protagonista
- 2010 Premio Feronia[10] - Comune di San Severino Marche
- 2015 Premio Caesar - Comune di San Vito Romano e Consiglio Regionale del Lazio
- 2017 Premio Serrone[11] - Lazio
- 2019 Premio ITFF Career Award[12] - International Tour Film Festival